# Famille Walckiers
Ne doit pas être confondu avec Famille de Walckiers.
Pour les articles homonymes, voir Walckiers.
Cette page explique l’histoire ou répertorie les différents membres de la famille Walckiers.
La famille Walckiers est une famille admise à la bourgeoisie de Bruxelles le 19 septembre 1766 en la personne de Michel Walckiers, distillateur de genièvre rue Haute, doyen de sa corporation en 1793, baptisé à Lombeek-Notre-Dame (Quartier de Bruxelles, duché de Brabant), le 29 septembre 1730 et décédé à Bruxelles le 15 janvier 1809.
Parmi sa descendance figurent :
- Gustave Walckiers, artiste peintre ;
- Julien Walckiers, architecte.

## Blason
D’or au senestrochère armé de sable mouvant du flanc senestre, le gantelet du même tenant une vergette alésée de gueules entortillée d'argent, posée en pal, le tout soutenu d’une trangle vivrée de gueules.